# Faxeholm

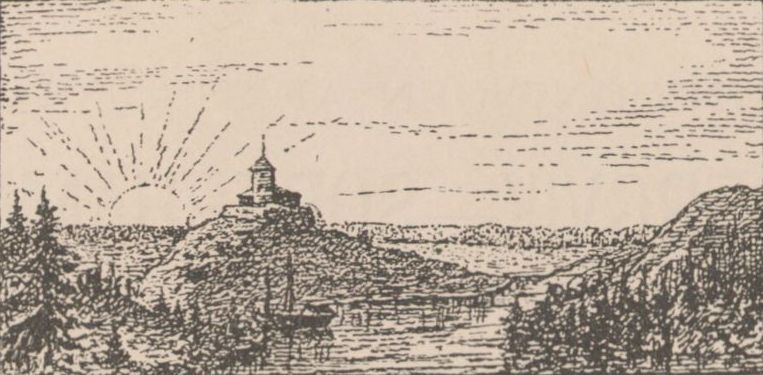
Faxeholm, efter en teckning av Vilhelm Engelke.

Faxeholm, ibland även Faxehus, var en medeltida borg beläget på en då kringfluten höjd i nuvarande Söderhamn i Hälsingland. Höjden finns alltjämt kvar och ligger mellan Söderhamnsån och Faxeholmsgatan. 

## Historik
Borgen var byggd i form av en fyrkant som mätte 41 meter på längden och 35 meter bredden. År 1398 var frälsemannen Sven Sture, en av piratgruppen vitaliebrödernas ledare, i besittning av borgen och försvarade den med framgång mot drottning Margaretas trupper, som anlagt ett fäste där bredvid. Samma år ingick dock vitaliebröderna en förlikning med drottningen och överlämnade sina sista befästningar, som alla låg kring Bottniska viken, till henne och kung Erik av Pommern. 
Faxeholm omtalas inte efter 1434, då den under Engelbrekts befrielsekrig brändes ned av hälsingarna under Elof Djäkns befäl.
Folkvisan "Faxehusvisan" (SMB 62; TSB C 28; även kallad "Delsbovisan" och "Faxehus' förstörelse"), vilken upptecknades av Daniel Djurberg på 1600-talet, handlar om det förtryck som hälsingarna utsattes för av den danske fogden på Faxeholm, befrielsekriget och borgens nedbränning.